# Ksylulozo-5-fosforan
Ksylulozo-5-fosforan – organiczny związek chemiczny, ester fosforanowy ksylulozy, w którym zestryfikowana jest grupa hydroksylowa w pozycji 5.
Jest to metabolit i produkt pośredni szlaku pentozofosforanowego powstający z rybulozo-5-fosforanu, który różni się od niego konfiguracją na atomie węgla C3. Ksylulozo-5-fosforan bierze następnie udział w reakcji z rybozo-5-fosforanem pod wpływem enzymu transketolazy tworząc aldehyd 3-fosfoglicerynowy oraz sedoheptulozo-7-fosforan.